# Guldblomme (slægt)
Guldblomme (Arnica) er en planteslægt, der er udbredt i Europa, Østasien og Nordamerika. Det er stauder med helrandede, modsatte blade. Jordstænglen er kraftig. Her nævnes kun de arter, som dyrkes eller er vildtvoksende i Danmark.
| Arter |

- Arktisk guldblomme (Arnica angustifolia) – Fjeldguldblomme
- Volverlej (Arnica montana)

## Henvisning
- Her kan man se et sjældent og sensationelt gult syn i naturen. Den danske naturfond Arkiveret 27. juli 2024 hos  Wayback Machine